# 克里斯蒂安·亨
克里斯蒂安·亨（德語：Christian Henn，1964年3月11日—），德国男子自行车运动员。他曾代表西德参加1988年夏季奥林匹克运动会自行车比赛，获得男子个人公路赛铜牌。